# Consolida uechtritziana
Consolida uechtritziana és una espècie que pertany a la família de les ranunculàcies.

## Descripció
Consolida uechtritziana és una planta herbàcia anual. Es diferencia de totes les altres espècies per tenir un esperó més llarg i la presència de bràctees inferiors indivises.

## Distribució i hàbitat
Consolida uechtritziana és una planta que creix al sud de Sèrbia, al Districte de Pčinja i a Grècia, a la regió del Poloponès. Aquesta espècie és una mica fosca i a Grècia es pot referir a una forma de Consolida ajacis.

## Taxonomia
Consolida uechtritziana va ser descrita per Károly Rezsö Soó von Bere i publicat a Oesterreichische Botanische Zeitschrift 71: 236, a l'any 1922.
Etimologia
Veure:Consolida
uechtritziana: epítet
Sinonímia
- Delphinium uechtritzianum Pancic ex-Huth[2][3]